# Let L-410 Turbolet
Let L-410 Turbolet – dwusilnikowy,  turbośmigłowy samolot pasażerski i transportowy, produkowany w Czechosłowacji, a obecnie w Czechach w zakładach Let w Kunovicach.

## Rozwój
Samolot powstał w celu zastąpienia samolotów An-2 oraz An-14, gdyż w ofercie rynkowej był brak nowszego samolotu zabierającego około 30 pasażerów lub towar z możliwością lotów z wszystkich lotnisk. Zlecenie na opracowanie takiego samolotu zostało wysłane do firmy Let z Czechosłowacji.
Plany projektowe powstawały w 1966 roku w biurze projektowym kierowanym przez Ladisława Smrčka. Prototyp oblatany w 16 kwietnia 1969 roku. Od tego momentu można było zacząć badać nową konstrukcję podczas prób w powietrzu. Model został przeznaczony na wystawę w Paryżu, różnił się konstrukcyjnie, między innymi, pionową płetwą umieszczoną pod ogonem, tym samym będącą przedłużeniem pionowego statecznika.
Po uzyskaniu certyfikatów 30 marca 1971 mogła ruszyć produkcja seryjna. Samolot został przeznaczony do lokalnego transportu, zabierał początkowo 15 osób. W lotnictwie wojskowym służył jako lekki samolot transportowy i transportowo-desantowy. Samolot ma możliwość krótkiego startu i lądowania (STOL). Samolot okazał się udaną konstrukcją umożliwiającą adaptację na samolot sanitarny oraz wersję fotogrametryczną.
Pierwsza seria produkcyjna wynosiła 30 sztuk i trafiła do czechosłowackiej linii lotniczej. Silniki pochodzić miały z fabryki Walter Aircraft Engines, która zaprojektowała specjalny silnik M601. Mimo prób nie zdołano dokończyć jego konstrukcji na czas, więc zastosowano w pierwszym samolocie silniki Pratt & Whitney PT6A-27 o mocy 533 kW (715 KM). Po raz pierwszy zakupiono i zamontowano silnik konstrukcji zachodniej w samolocie bloku wschodniego.

### Pierwsze wersje
W miarę rozwoju samolotu powstało 40 wersji w kilku generacjach. Pomimo często widocznych zmian wizualnych, sam wygląd konstrukcji nie podlegał zmianie. Z powodu użycia zachodnich silników należało użyć również odpowiednich śmigieł. Wybrano trójpłatowe Hamilton 23LF-343 o średnicy 260 cm. Do czasów prób prototypowych oznaczeniem samolotu było XL-410, następnie L-410.  W celu zapobiegania oblodzeniu skrzydeł zastąpiono ostatecznie system pneumatyczny systemem TKS.
W 1972 powstała wersja L-410A, która jest pierwszą seryjną. Różnicą od prototypów były inne śmigła Hartzell HC-B3TN-3D. Masa startowa wynosiła 5700 kg i powstało 40 sztuk. Wszystkie maszyny z czasem były unowocześniane o nową awionikę i napęd. Powstały w ten sposób wersje L-410AB ze śmigłami 4-łopatowymi Hartzell HC-B4TN-3, L-410AS miał nowe systemy komunikacji i nawigacji. W 1974 roku L-410F otrzymał nowy nos z możliwością fotografowania terenu. Wersja L-410M powstała po otrzymaniu certyfikatów dla silników Walter M601, które razem z samolotem również podlegały modyfikacji. Wycofano także system TKS przywracając ponownie pneumatyczne. Wersji L-410M powstało ponad 110 sztuk. Pomimo udanej premiery samolotu Aerofłot nie był zadowolony z osiągów samolotu i konieczne były dalsze modyfikacje silników, które nie radziły sobie w każdych warunkach klimatycznych.

### Przystosowanie STOL
Radzieccy inżynierowie wysyłając swoje zastrzeżenia do producenta wpłynęli na ukierunkowanie jego rozwoju. Konieczne stało się aby przystosować samolot do lotów w każdym regionie ZSRR, co wiązało się z możliwością krótkiego startu i lądowania. W ciągu trzech lat w 1979 roku zaprojektowano wersję L-410UVP, która miała posiadać zdolności STOL. Samolot po testach w ZSRR i uzyskaniu certyfikatów dostał dalsze środki na rozwój konstrukcji i jeszcze tego samego roku rozpoczęła się służba w radzieckich liniach lotniczych. L-410UVP jest dłuższy o 80 cm oraz szerszy o 200 cm od poprzedników. Dodatkowym wyposażeniem były spoilery, które miały pozwolić na zmieszczenie się w limitach. Zmiany te zwiększyły masę samolotu co przywróciło problem zbyt słabych silników. Dlatego w 1983 roku stworzono wersję silnika Walter M601D z mocą 736 KM ze śmigłem Avia V508D. Wymusiło to jednak obniżenie pułapu operacyjnego do 4250 metrów oraz ograniczenie liczby pasażerów do 15. Do wersji L-410UVP powstały dwie podwersje L-410FG oraz L-410T przeznaczone do zadań kartograficznych oraz transportowych.

### L-410UVP-E
Po przyjęciu wersji UVP próbowano ją unowocześnić i w dalszym ciągu przywrócić wyższe osiągi. W 1984 powstała wersja UVP-E od słowa ekonomiczny. Na wyposażenie trafiły silniki M601E o mocy 760 KM z pięciopłatowymi śmigłami Avia V510 o średnicy 230 cm. Dodatkową zmianą była możliwość montażu dwóch zbiorników paliwa na końcu skrzydeł. Przebudowanie części ogonowej przywróciło możliwość zabierania 19 pasażerów oraz nowoczesną awionikę z możliwością łączenia się z systemami zachodnimi i wschodnimi. Rozbudowano tę wersję o wiele wariantów, w tym jeden na rynek polski.

### Wersja UVP-E20
W 1990 premierę miała wersja L-410UVP-E20. Wzmocniono metalową konstrukcję warstwami antykorozyjnymi, a w podwoziu zastosowano amortyzatory z systemem antypoślizgowym. Wymiary tej wersji to: 14,42 m długości, 5,97 m wysokości i 19,98 m rozpiętości. Zamontowano dodatkowe zbiorniki paliwa na końcach skrzydeł, a masa startowa wzrosła do 6600 kg z udźwigiem 1800 kg. Prędkość maksymalna 405 km/h i pułap maksymalny 6100 m. Zasięg to 1040 km z obciążeniem i 1540 km bez. Długość pasa do startu i lądowania oscyluje wokół 505 metrów. Samolot wewnątrz nie został jednak dodatkowo wyciszony, co wpływało na komfort pasażerów, a wibracje nie były wystarczająco tłumione. Wnętrze ma 196 cm wysokości i 166 cm szerokości w układzie foteli 2+1. Dzięki znacznej wysokości udało się schowki na bagaże zamontować na suficie. Jest to pierwsza wersja z certyfikatem FAA FAR 23 z załącznikiem 34 dotyczącym samolotów komunikacji regionalnej oraz odpowiednik dzisiejszej EASA part 23. Ostatnia modernizacja tej wersji była w 2013 roku, kiedy zamontowano nowe silniki GE H80-200 ze śmigłami AV-725. Zamontowano w kabinie pilotów również awionikę Garmin GPS/Comm/Nav Systems z systemem TAWS GTN750, zestaw wyświetlaczy, radar pogodowy, autopilot KFC 321, system zarządzania wysokością i zapasowe instrumenty.

### L-420
Końcem 1993 roku pojawiła się głębsza modernizacja samolotu UVP-E. Został stworzony specjalnie pod amerykański rynek lotniczy i odpowiednio projektowany pod certyfikację FAA FAR 23 z załącznikiem 41. Dostał on silniki M601F o mocy 790 KM i śmigłach Avia V510. Podwozie zostało zmienione, aby móc korzystać z nieutwardzonych nawierzchni.

### L-610
Dla tej wersji samolotu wykonane zostały silniki Walter M602 o mocy 1822 KM z pięcioma łopatowymi śmigłami Avia V518 o średnicy 350 cm. Oblatany został 28 grudnia 1988 roku, zaprezentowano go rok później w Paryżu. Wybudowano pięć sztuk do testów oraz szósty egzemplarz wiele lat później z nowymi przyrządami. Planowanym rokiem wprowadzenia do służby był 1992, przy czym 600 sztuk miało zasilić flotę Aerofłotu. Rozpad ZSRR spowodował, że umowy nie zostały podpisane, co wymusiło konieczność dostosowania samolotu na rynki zachodnie. Zmieniono silniki na GE CT7-9D o mocy 1750 KM. Mógł zabierać 40 pasażerów w klimatyzowanej kabinie. Awionika została zastąpiona Collins Pro Line II.

## Konstrukcja
Dwusilnikowy wolnonośny górnopłat o konstrukcji całkowicie metalowej. Usterzenie klasyczne, podwozie trójpodporowe chowane w locie. Samolot pilotowany przez dwie osoby, z kabiną klimatyzowaną mogącą pomieścić maksymalnie 19 pasażerów. Kadłub podzielono na trzy części: nosową z kokpitem i przednim podwoziem, środkową z kabiną pasażerską skrzydłami i podwoziem, oraz tylną z usterzeniem. W środku skrzydła umiejscowiono zbiorniki paliwa. Skrzydła dwudźwigarowe z dwuszczelinowymi i czterosegmentowymi klapami.

## L-410 w Polsce
Pierwszym samolotem z tej rodziny był samolot w wersji L-410UVP-E o numerze 882038. Został w 1988 roku zakupiony na rzecz Przedsiębiorstwa Usług Lotniczych "Aeropol". Rejestracja jaką otrzymał samolot to SP-TAA. Zakupiono następnie dwie kolejne maszyny w wersji E-10: SP-TAB o numerze konstrukcji 892301 i SP-TAC o numerze konstrukcji 892317. W okresie przełomu milenium w Zespole Lotnictwa Sanitarnego latał samolot SP-TXA (892319). Polska Agencja Żeglugi Powietrznej od 1989 roku używała dwóch  L-410UVP-E15 do kontroli i pomiarów systemów lądowania i infrastruktury lotnisk. Nosiły one znaki SP-TPA i SP-TPB, a używane były do 2021 i 2016 roku, po czym odsprzedane do Czech. W czerwcu 2017 roku w użytkowaniu był także L-410UVP-E2-LW o rejestracji SP-MBA służący w Urzędzie Morskim w Gdyni. 

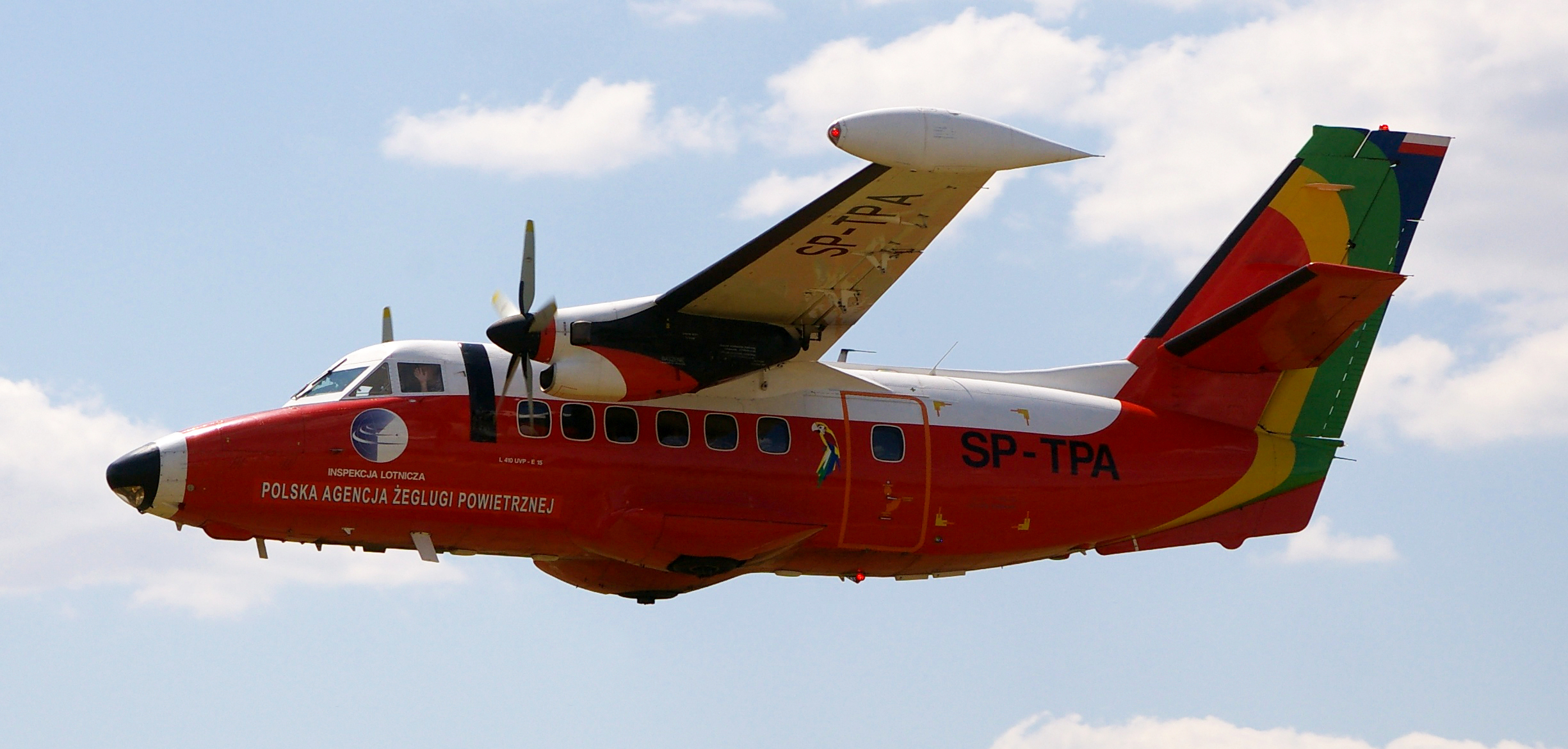
L-410 „papuga” SP-TPA należący do PAŻP

W styczniu 2019 umowę na zakup dwóch L-410UVP E-20, wyposażonych w radar, systemy obserwacji i identyfikacji jednostek nawodnych, podpisała Straż Graniczna. Samoloty te dostarczono w listopadzie 2020 roku. L-410 Straży Granicznej był także wykorzystywany w działaniach poza Polską – nad Morzem Czarnym, w ramach działań agencji Frontex. 5 maja 2023 roku doszło tam do incydentu, gdy rosyjski Su-35 wykonywał niebezpieczne manewry grożące wypadkiem polskiego L-410.

## Katastrofy
Do roku 2017 zanotowano 117 wypadków, w których zginęło 427 osób. Przeważająca liczba z nich miała miejsce na terenie Federacji Rosyjskiej. W latach 70. XX wieku miał miejsce pierwszy wypadek, w którym spłonął jeden z samolotów. Pierwszy wypadek śmiertelny miał miejsce w 1977, kiedy piloci przeciążając ster spowodowali oderwanie ogona.

## Wersje
- L-410A
- L-410AS
- L-410AB
- L-410AG
- L-410AF
- L-410FG
- L-410M
- L-410MA
- L-410MU
- L-410UVP
- L-410UVP-E
- L-410UVP-E9
- L-410UVP-E20
- L-410T
- L-420

| Rodzina L-410 Turbolet | Rodzina L-410 Turbolet         | Rodzina L-410 Turbolet | Rodzina L-410 Turbolet |
| Model                  | Silniki                        | Oblot                  | Egzemplarze            |
| ---------------------- | ------------------------------ | ---------------------- | ---------------------- |
| XL-410                 | Pratt & Whitney Canada PT6A-27 | 1969                   | 4                      |
| L-410                  | PT-6A-27                       | 1970                   | 8                      |
| L-410A                 | PT-6A-27                       | 1972                   | 28                     |
| L-410AS                | PT-6A-27                       | 1974                   | 11                     |
| L-410M (-MA/-MU)       | Walter M601A / M601B           | 1973                   | 110                    |
| L-410UVP               | M601B / M601D                  | 1976                   | 515                    |
| L-410UVP-E             | M601E                          | 1984                   | 410                    |
| L-410UVP-E20           | M601E                          | 1990                   | 70                     |
| L-410UVP-E20           | General Electric H85-200       | 2012                   | W produkcji            |
| L-410NG                | General Electric H85-200       | 2015                   | W produkcji            |
| L-420                  | Walter M601F                   | 1993                   | 1                      |
| L-610M                 | Walter M602                    | 1988                   | 4+2                    |
| L-610G / Ayres 7000    | General Electric CT7-9D        | 1992                   | 2                      |